# Robert P. Lamont
Pour les articles homonymes, voir Lamont.
Robert Patterson Lamont, né le 1er décembre 1867 à Détroit (Michigan) et mort le 20 février 1948 à Chicago (Illinois), est un homme politique américain. Membre du Parti républicain, il est secrétaire au Commerce entre 1929 et 1932 dans l'administration du président Herbert Hoover.

## Source
- (en) Cet article est partiellement ou en totalité issu de l’article de Wikipédia en anglais intitulé « Robert P. Lamont » (voir la liste des auteurs).